# 路易丝·柯里
路易丝·柯里（英語：Louise Currey，1969年1月24日—），旧姓麦克保罗（McPaul），澳大利亚女子田径运动员。她曾代表澳大利亚参加1992年、1996年和2000年夏季奥林匹克运动会田径比赛，其中1996年奥运会获得一枚银牌。